# Томская ТЭЦ-1 (1896)
Томская ТЭЦ-1 — исторически первая электростанция общего пользования в городе Томске. Запущена в 1896 году. Прекратила выработку электроэнергии в 1980 году и тепла в 1988 году, в настоящее время используется как насосно-перекачивающая станция, также в эксплуатации находится распределительное устройство. В 2012 году название станции перешло новой Томской ТЭЦ-1, построенной как котельная в 1973 году и получившей статус электростанции после монтажа турбоагрегата в 2012 году.

## История

### Основание станции
Проект первой сибирской электростанции относится к 1891 году. К тому времени городские власти неоднократно поднимали вопрос об освещении улиц города. В июле 1891 года из Москвы в Томск прибывает инженер-технолог Карл Арнольд, который установил, что для освещения города требуется 120 фонарей дугово-вольтовой силой 300—500 свечей на каждый фонарь. Начальник губернии положительно отнёсся к проекту Арнольда, 25 августа 1891 года заседание Думы по вопросу освещения города по проекту Арнольда поручило поставить 600 свечей и 60 фонарей по 500 свечей каждый. Был составлен соответствующий договор с Арнольдом, в октябре 1891 года получено разрешение Комитета Министерства внутренних дел на «производство строительства в связи с обустройством электрического освещения». По неизвестным причинам Арнольду не удалось осуществить эту задумку и он в 1892 году вернулся в Москву.
Тем не менее в 1893 году электрическое освещение в городе всё-таки появилось: частный предприниматель И. Л. Фуксеман организовал его на собственной мукомольной мельнице. В июне 1894 года освещены типография и книжный магазин П. И. Макушина, а в октябре заработала электростанция, освещавшая 
спичечную фабрику Кухтериных. Однако, несмотря на все это, город оставался без ночного освещения.
И с появлением Технико-промышленного бюро появилась надежда на осуществление освещения Томска. В январе 1895 года В. С. Руетовский от имени Технико-промышленного бюро обратился в городскую Думу с просьбой обсуждения передачи бюро концессии на создание электростанции и её эксплуатацию. Технико-промышленное бюро имело серьёзные намерения на постройку электростанции, поскольку разрешение, полученное в 1891 году от Министерства внутренних дел, оставалось в силе, и 17 января 1895 года Дума приняло решение о разработке проекта условий. В апреле 1895 года появилась первая сибирская электростанция. 31 декабря под новый 1896 год в Томске было введено электрическое освещение.
В газете «Сибирский вестник» от 3 января 1896 года писали: «Первый опыт электрического освещения удался как нельзя лучше. Фонари зажжены в 9 часов вечера, накануне Нового года, на Миллионной и Магистрацкой улицах и набережной р. Ушайки. Эффектно освещали ночной мрак. Жаль только, что они были рано потушены, и возвращавшимся из церкви пришлось идти в темноте».
10 января 1896 года состоялась проба электрического освещения жилых помещений и служб торгового дома.
Состоявшееся долгожданное событие с энтузиазмом и эмоциями воспринималось горожанами. Во всяком случае, любопытным свидетельством настроений и даже поэтического вдохновения является помещенная в газете «Томский листок» от 21 января 1896 года стихотворная сценка под названием «Разговор „Электрический свет“».

### Реконструкция станции
Томск довольно быстро рос в 1920-е годы, появлялись новые, в основном мелкие, промышленные предприятия. Так же насчитывалось до двух десятков таких, которые вынуждены были иметь собственную электростанцию. К этому времени оборудование городской электростанции нуждалось в модернизации. Для анализа технического состояния ЦЭС и подготовки решения о проекте её реконструкции была создана комиссия из видных ученых и инженеров города. Первое заседание комиссии состоялось 21 февраля 1926 года на электростанции. Комиссия констатировала необходимость реконструкции станции, так как к 1925/1926 году мощность станции была полностью исчерпана.
Профессора решили, что станцию нужно перевести на трёхфазную систему. Планом реконструкции станции и электрической сети города предусматривалось:
- Перевод станции на трехфазную систему и увеличение её мощности установкой нового турбогенератора мощностью 1000 кВт;
- Прокладка по городу 5 трехфазных кабельных фидеров протяженностью 10,9 км;
- Устройство кирпичных трансформаторных киосков;
- Постройка заново распредустройств с северной стороны машинного зала площадью 100 м²;
- Капитальный ремонт четырех котлов Шухова с заменой барабанов;
- Постройка новой 6-гранной градирни на 500 м³/час с разборкой старой деревянной.

Из протокола комиссии: «Общая стоимость реконструкции ЦЭС по смете — 478 160 руб.». После финансирования проекта сразу же началась модернизация электростанции. Первым делом, в 1927 году, демонтировались паровые машины, которые практически все были установлены ещё в XIX веке. Они были заменены на турбогенератор мощностью 100 кВт. Мощность ЦЭС с пуском нового турбогенератора превысила 1800 кВт. К тому же времени, как и было предусмотрено планом, были проложены 5 кабельных фидеров напряжением 6600 Вольт, опробована и включена вся кабельная сеть города, смонтировано распределительное устройство на 3 кВ. Так же в 1935—1936 годах была произведена полная реконструкция паропроводов и монтаж аварийного питательного турбонасоса. В 1936—1937 годах был смонтирован, а в январе 1938 года пущен в работу котёл Стерлинга. В том же году завершилось строительство нового здания котельной. В 1933 году установлен ещё один турбогенератор мощностью 2000 кВт вместо 350 кВт. В итоге десятилетней реконструкции установленная мощность станции в 1937 году возросла до 8500 кВт, а выработка электроэнергии за этот год составила 18,4 млн кВт⋅ч.

### Станция в годы Великой Отечественной войны
Период наиболее интенсивной работы и выхода электростанции на максимальную мощность пришёлся на годы Великой Отечественной войны. С её началом в Томск эвакуированы с запада страны ряд промышленных предприятий, для работы которых потребовалось дополнительно большое количество электроэнергии. 20 декабря 1941 года на томской ЦЭС было принято оборудование эвакуированной Гомельской электростанции: турбогенератор ОК-30 и котел СМ 16/22. В этом же году начаты срочные работы по монтажу поступившего оборудования и нового щита управления в новом здании.
Постановлением Госкомитета страны от 3 июня 1942 года станция, бывшая до того коммунальной, передается в ведение Народного комиссариата электростанций (НКЭС) и переименовывается в Томскую ГЭС. Для улучшения руководства станцией приказом НКЭС от 27 марта 1943 года ГЭС была включена в состав Западно-Сибирского районного энергетического управления «Запсибэнерго». Это открыло возможность для дальнейшего роста электростанции и повышения культуры эксплуатации.
Мощность Томской ГЭС в 1942 году достигла самого высокого в истории электростанции уровня — 11 тысяч киловатт, а выработка электроэнергии выросла в 2 раза по сравнению с 1937 годом. Для того времени это были весьма весомые показатели. В годы войны проведена коренная модернизация электрической части станции с целью создания наиболее надежной и гибкой высоковольтной схемы станции и схемы собственных нужд. Наряду с этим были проведены работы по усовершенствованию ранее существовавших схем защиты. Высоковольтные двигатели водонасосной оборудовали защитой, обеспечивавшей их самозапуск при восстановлении напряжения после коротких замыканий и при прямой подаче напряжения. Столь большой объём работы, проделанной в годы войны, не мог быть выполнен собственными силами электростанции. Для этого в Томске в 1942 году была создана строительная организация ВЭС, которой были поручены строительные и монтажные работы по расширению и реконструкции Томской электростанции. Самоотверженным трудом коллектива томской центральной электростанции промышленность Томска на некоторое время была выведена из состояния энергетического голода. За добросовестное исполнение гражданского долга 3176 работников Томской ГЭС-1 были награждены медалями «За доблестный труд в Великой Отечественной войне».

### Послевоенное время и вывод из эксплуатации
Начало 1945 года для коллектива электростанции ознаменовалось выделением Томской ГЭС-1 из состава управления «Новосибирскэнерго» и включением её в качестве базового подразделения совместно с другими энергетическими предприятиями Томска в состав образованного приказом «Главвостокэнерго» НКЭС СССР Томского энергокомбината. К этому времени Томская ГЭС-1, являясь самостоятельной хозрасчетной организацией, имела наиболее развитую структуру в составе нескольких цехов (топливного, котельного, машинного, химического, электроцеха, электросетей, эксплуатации паровозов), механической мастерской, лаборатории проверки счетчиков и нескольких управленческих отделов (кадров, снабжения, планирования, бухгалтерии, технического, общего, автотранспортного, абонентского, капитального строительства).
Вскоре после пуска в эксплуатацию Томской ГРЭС-2 и в связи с её дальнейшим расширением, предусматривавшим наращивание мощности за счет установки нового современного оборудования, роль ГЭС-1 как энергетической единицы значительно понизилась. К тому же местоположение в центре города исключало возможность расширения. В условиях растущей потребности города в тепловой энергии вполне закономерно встал вопрос о переводе ГЭС-1 на теплофикационный режим и о сооружении тепловых сетей в центральной части города.
При поддержке управляющего энергокомбинатом Ф. М. Булаева группа инженеров электростанции, в которую вошли Г. Ю. Бекман, В. С. Ссорин, М. А. Бараулина, Е. В Михалева, В. Г. Кальцин, Н. Г. Егоров, под руководством доцента политехнического института В. Т. Юринского в апреле 1945 года приступила к разработке проекта теплофикации центральной части города.
В короткий срок проект был разработан и в конце 1945 года после утверждения его в министерстве начал осуществляться. Проектом предусматривалось: перевод двух турбин на ухудшенный вакуум, строительство бойлерной, монтаж насосного оборудования бойлерной и строительство двух тепломагистралей: первая — по улице Беленца, проспекту Ленина до мединститута, вторая — по переулка Нахановича до улицы Крылова и по улице Крылова до проспекта Фрунзе. В 1946 году было начато одновременное строительство первых объектов: бойлерной и тепломагистрали по переулку Нахановича.
Подготовка к переводу электростанции на теплофикационный режим требовала повышения производительности и надежности работы котельных установок. С этой целью группа инженеров в составе Г. Ю. Бекмана, Н. И. Шустова, Ю. А. Малевича, под руководством сотрудника техотдела энергокомбината И. А. Яворского в период 1945—1950 годов разработала и внедрила в производство новую конструкцию колосников, усовершенствовала механические цепные решетки. Это дало возможность отказаться от тяжелого труда шуровщиков и повысить КПД котельной до 82-88 % против 65-70 %.
25 октября 1947 года станция выдала в город первое тепло. Этот день можно считать началом централизованной теплофикации города Томска. Однако к 1950 году мощность ГЭС-1 резко сократилась из-за аварии, которая произошла 30 июля 1949 года. Взрыв турбины турбогенератора № 4, которая была установлена ещё в 1937 году после демонтажа с поднятого корабля в значительной степени износа, окончательно вывел из строя 5000 кВт установленной мощности. На месте старого смонтирован новый турбогенератор мощностью 2500 кВт, который в апреле 1950 года был пущен в эксплуатацию. Мощностью ГЭС-1 была восстановлена частично и составляла теперь 8500 кВт.
1950-е годы были годами целенаправленной реконструкции и планомерного усовершенствования оборудования и оснащения всех цехов в связи с переходом к новой роли в энергообеспечении города, к работе в теплофикационном режиме. В сентябре 1952 года в связи с реорганизацией Энергокомбината ГЭС-1 вновь была выделена в нём в качестве самостоятельного предприятия, директором его был назначен Б. А. Гулявский, который и руководил впоследствии всеми работами.
Был осуществлен перевод турбогенератора № 3 на ухудшенный вакуум. Использование станции в 1952 году планировалось как теплофикационной с минимальной выработкой электроэнергии, но из-за неполадок, несвоевременного ввода в эксплуатацию 2-й и 3-й очереди на Томской ГРЭС-2 в зимний период ГЭС-1 все ещё работала с максимальной электрической нагрузкой.
С вводом в эксплуатацию теплосетей возник дефицит подпиточной умягченной воды для них, который приходилось покрывать за счет неочищенной воды, вследствие чего из-за коррозии труб выходили из строя целый участки теплосети. Поскольку потребность в подпиточной воде достигала 60-68 т/час, а фильтры ГЭС-1 могли обеспечить только 25 т/час.
В 1957 году на станции были построены автовесы для взвешивания угля взамен ранее существовавших ленточных весов. После того, как был ликвидирован временный топливный склад у железнодорожной станции, уголь стал привозиться со склада Томской ГРЭС-2. В 1956 году ветхое деревянное помещение топливоподачи заменено на железобетонное, а в 1959 году была механизирована разгрузка угля из автомашин.
Несмотря на то, что происходил постепенный переход в теплофикационный режим работы, образовались проблемы в электрическом хозяйстве ГЭС-1, которые в немалой мере были связаны с устареванием и износом электрооборудования. В начале 1950-х годов проверкой были выявлены 18 дефектных трансформаторов, изношенные электродвигатели многих насосов и ряд других элементов оборудования.
С 1955 года режим эксплуатации ГЭС-1 характеризуется последовательным нарастанием работы по тепловому графику, и в 1960-е годы станция уже устойчиво работает в этом режиме в зимний период, а лето используется для профилактики и ремонта остановленного оборудования.
В 1959 году в соответствии со своим изменившимся предназначением электростанция была переименована в Томскую ТЭЦ-1.
Летом 1960 года был демонтирован и передан на Колпашевскую ЦЭС турбогенератор № 2, после чего электрическая мощность снизилась до 7500 кВт.
В декабре 1965 года демонтирован и списан в металлолом из-за полной непригодности турбогенератор № 4. Установленная мощность составила 5000 кВт.
В 1969 году установленная мощность была перемаркирована с 5000 кВт на 3800 кВт.
Актом от 5 мая 1975 года турбогенератор № 3, проработавший за 43 года 3400000 часов, признан непригодным для дальнейшей эксплуатации и 20 ноября 1975 года демонтирован. Мощность ТЭЦ-1 с оставшимся одним турбогенератором (ТГ-1) сократилась до 2200 кВт.
В декабре 1973 года в снабжении города теплом произошли существенные изменения в связи с вводом в эксплуатацию первой очереди схемы дальнего теплоснабжения от «источника дальнего теплоснабжения» (ИДТ). Одновременно с этим происходило расширение и модернизация котельного парка Томской ГРЭС-2, результате чего возросла её тепловая мощность. В 1976 году состоялся ввод в эксплуатацию пиковой резервной котельной (ПРК). С этого времени началось постепенное уменьшение отпуска тепловой энергии от ТЭЦ-1.
В ноябре 1980 года в связи с полным техническим износом признан непригодным последний турбогенератор ТГ-1, проработавший 38 лет. В январе 1981 года он демонтирован и сдан в металлолом.
С этого времени ТЭЦ-1 перестала нести электрическую нагрузку и стала работать как котельная, обеспечивая тепловой энергией небольшой участок теплосетей в центре города.
В течение 1987 года котельный участок ТЭЦ-1 ещё находился в эксплуатации, однако все 5 котлов работали в общей сложности лишь 7412 часов, выработав суммарно только 67284 тонны пара, находились в ремонте 3888 часов, а остальные 33040 часов — в резерве. Расчетная нагрузка участка по теплофикационной воде на 1 января 1988 года составила только 30 Гкал/час, тогда как у Томской ГРЭС-2 она была 875 Гкал/час, а пиковой резервной котельной — 930 Гкал/час. Они и взяли в дальнейшем на себя тепловую нагрузку ТЭЦ-1.
18 апреля 1988 года начальникам смен котельного участка ТЭЦ-1 поступило распоряжение № 3 от начальника объединённого котельного цеха А. И. Козлова о растопке котлов с целью дожигания остатков угля, находящегося в угольной яме и в бункерах котлов.
Оперативный журнал начальников смен зафиксировал поэтапно последний период работы котлов:

- 18 апреля 1988 года — начата подготовка к растопке котлов № 1 и № 3.
- 19 апреля 1988 года, — котлы подключены к паропроводу.
- 21 апреля 1988 года, — начата растопка котла № 4.
- 23 апреля 1988 года, — сработан уголь котлом № 1, котел отключен от паропровода, и от электрооборудования.
- 24 апреля 1988 года, — сработан уголь котлом № 3, котел отключен от паропровода, и от электрооборудования.
- 24 апреля 1988 года, — сработан уголь котлом № 4, котел отключен от паропровода, и от электрооборудования.

Котлы законсервированы методом сухой консервации и переведены в холодный резерв. Электрооборудование ТЭЦ-1 используется в системе энергообеспечения города в качестве подстанции: на трансформаторы расположенные на территории открытых распределительных устройств подается напряжение по ЛЭП-35 и ЛЭП-110 кВ, откуда по отходящим фидерам оно подается близлежащим потребителям.